# Meister des Albrechtsaltares zu Klosterneuburg

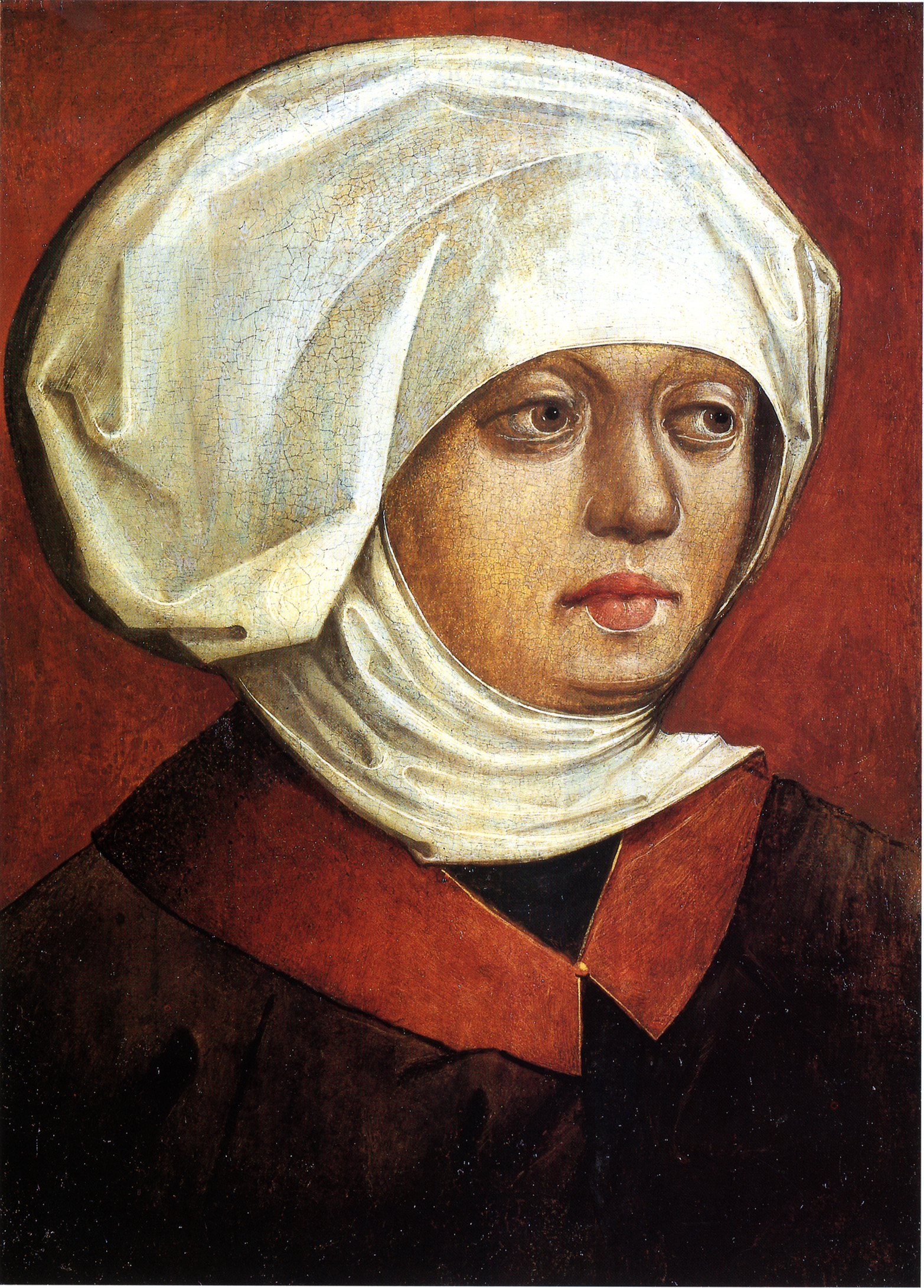
Meister des Albrechtsaltares zu Klosterneuburg: Bildnis einer jungen Wienerin (1440)

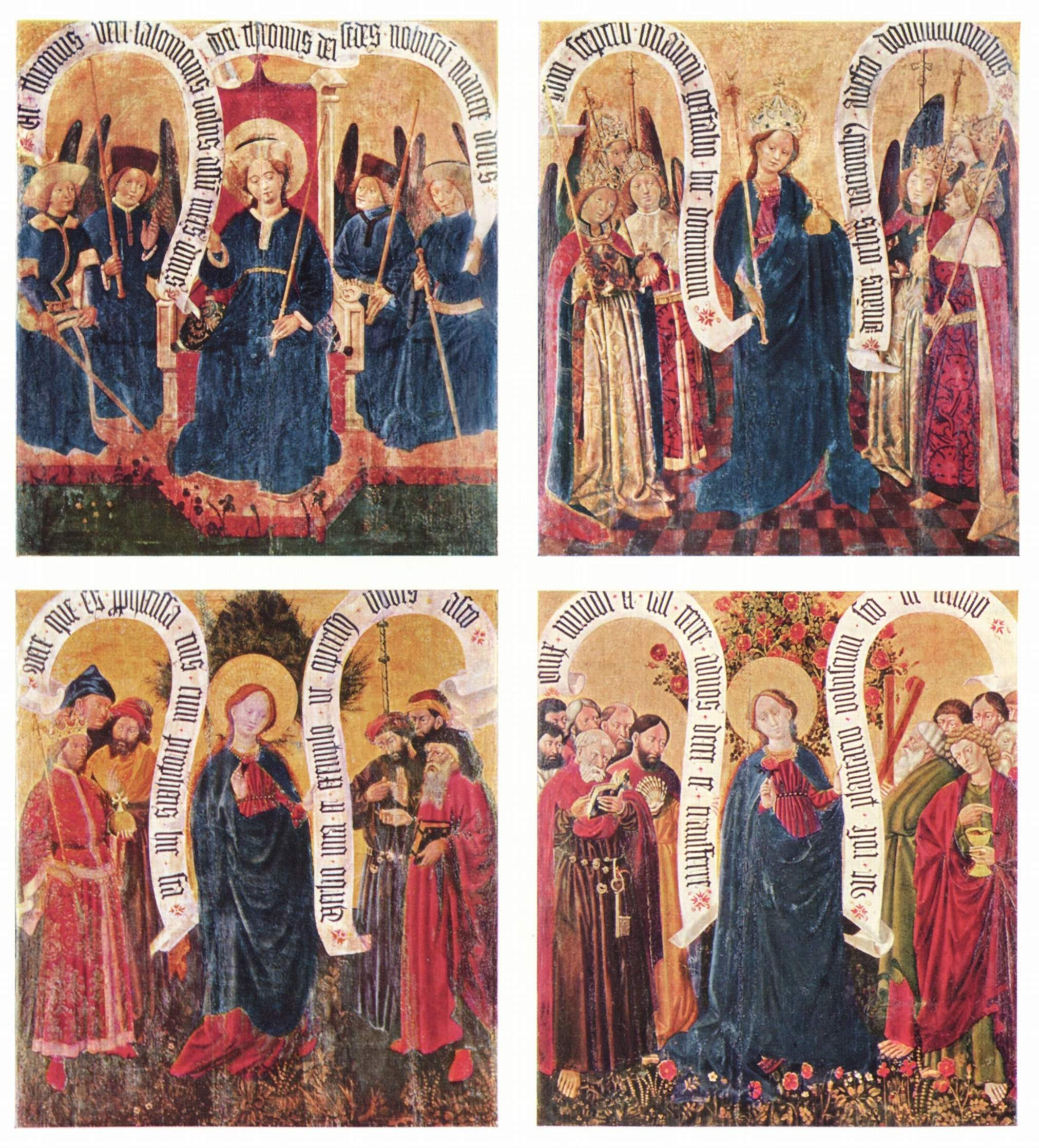
Meister des Albrechtsaltares zu Klosterneuburg: Albrechtsaltar, linker Drehflügel, um 1437

Mit Meister des Albrechtsaltares zu Klosterneuburg, auch Albrechtsmeister, wird der Künstler bezeichnet, der von 1437 bis 1439 einen gotischen Flügelaltar für die Kirche Am Hof in Wien geschaffen hat. Der Notname des bis heute namentlich nicht bekannten Meisters verweist auf die Entstehungszeit des Retabels unter der Herrschaft von König Albrecht II. am Hofe zu Wien, sowie den heutigen Standort des Werkes, Klosterneuburg.

## Stil
Das allgemein als „Albrechtsaltar“ bekannte Werk gilt als eine der bedeutendsten Schöpfungen des „gotischen Realismus“ in Österreich. Neben zum Beispiel den Stadtansichten im Hintergrund einiger der 24 Tafeln des religiösen Werkes zeigt auch ein dem Meister des Albrechtsaltares zu Klosterneuburg zugeschriebenes weltliches Frauenportrait dessen Kunstfertigkeit in der wirklichkeitsnahen Darstellung seiner Motive.

## Werke
- Albrechtsaltar (Leben sowie Huldigung Mariens durch Engel), um 1440. Sebastianikapelle, Stift Klosterneuburg
- Bildnis einer jungen Wienerin, um 1440. Privatbesitz[1]
- Heimsuchung Mariens, um 1435/1440. Wien, Belvedere 4898
- Verkündigung an Joachim, um 1435/1440. Wien, Belvedere 4899
- Zurückweisung des Opfers Joachims und Annas, um 1435/1440. Wien, Belvedere 4900